# Schrankia fractilinea
Schrankia fractilinea là một loài bướm đêm trong họ Erebidae.